# CD Badajoz
Der Club Deportivo Badajoz ist ein spanischer Fußballverein aus der Stadt Badajoz, Extremadura. Der 1905 gegründete Klub spielt seit der Saison 2023/24 in der fünftklassigen Tercera Federación.

## Geschichte

### Clubgründung
Der CD Badajoz wurde am 15. August 1905 gegründet. Damit ist er der älteste Club in ganz Extremadura. Aus den beiden Clubs Racing und Sport wurde der Verein zusammengesetzt. Francisco Fernández Marquesta gab der Mannschaft sein erstes Spielfeld, das mythische „Estadio El Vivero“.

### Segunda División
Erstmals konnte CD Badajoz in der Saison 1953/1954 in der Segunda División spielen. Der Club hielt sich sieben Jahre lang in der zweithöchsten spanischen Liga, ehe er 1960 abstieg. Nach ein paar Jahren Pause gelang 1965 die Rückkehr in Liga 2. Dies war der Anfang eines Auf- und Abs. Badajoz stieg sofort ab und im folgenden Jahr wieder auf. Doch nach erneut nur einem Jahr verschwand man ab 1968 für lange Zeit aus dem Profifußball.
Es sollte ein Vierteljahrhundert dauern, bis 1992/93 die Rückkehr in die Segunda División erreicht wurde. Dort konnte sich die Mannschaft bis 2003 immerhin elf Jahre in Folge zweitklassig halten, sogar mehrfach mit der Möglichkeit auf den Aufstieg in die erste Liga.

### Finanzieller Absturz
In der Saison 2004/2005 kamen große finanzielle Probleme auf Badajoz zu. Dank der Hilfe der Bevölkerung konnte die Auflösung des Vereins verhindert werden. Auch wenn es mittlerweile mehrere andere Clubs in der Region gibt bleibt CD Badajoz der Club, der die Stadt am besten repräsentiert.
Doch nur ein Jahr später, am 31. Juli 2006, gab der größte Aktionär des Clubs Eloy Guerrero bekannt, dass man die Spieler nicht mehr bezahlen könne. Aufgrund der prekären finanziellen Saison folgte der Zwangsabsturz in die Tercera División aufgrund von Zahlungsunfähigkeit.
Zuletzt befand sich der Verein in der finanziellen Sanierung dank der Hilfe einiger Fans, die gratis für den Club arbeiteten, dennoch wurde der Verein 2012 wegen Insolvenz aufgelöst und daraufhin als Club Deportivo Badajoz 1905 neugegründet.

## Stadion
Der CD Badajoz spielt im Estadio Nuevo Vivero, welches eine Kapazität von 14.500 Zuschauern hat. Das Stadion wurde am 2. Dezember 1998 in einem Freundschaftsspiel gegen CF Extremadura eingeweiht. Das Spiel endete 0:0. Die erste offizielle Partie war eine 0:1-Niederlage gegen CD Toledo in der Segunda División. Der erste Torschütze für Badajoz war Carlos Torres.
Das erste Länderspiel im neuen Stadion fand 1999 zwischen Spanien und Zypern statt. Das Duell endete mit 8:0 für die Iberer.

## Spielzeiten
| 2004/05 | Segunda División B      | 07. Platz   |
| 2005/06 | Segunda División B      | 07. Platz a |
| 2006/07 | Tercera División        | 07. Platz   |
| 2007/08 | Tercera División        | 08. Platz   |
| 2008/09 | Tercera División        | 05. Platz   |
| 2009/10 | Tercera División        | 01. Platz   |
| 2010/11 | Segunda División B      | 15. Platz   |
| 2011/12 | Segunda División B      | 12. Platz   |
| 2012/13 | 1ª Regional Extremadura | 01. Platz   |
| 2013/14 | Regional Preferente     | 01. Platz   |
| 2014/15 | Tercera División        | 04. Platz   |
| 2015/16 | Tercera División        | 02. Platz   |
| 2016/17 | Tercera División        | 02. Platz   |
| 2017/18 | Segunda División B      | 12. Platz   |
| 2018/19 | Segunda División B      | 04. Platz   |
| 2019/20 | Segunda División B      | 03. Platz   |
| 2020/21 | Segunda División B      | 01. Platz   |
| 2021/22 | Primera División RFEF   | 09. Platz   |

## Spieler
- Mario Cotelo (1996–1997)
- Pedro Munitis (1997–1998)
- Francisco Villarroya (1998–1999)

## Trainer
- Miguel Ángel Lotina (1997–1998)